# Nikifor Krynicki
Nikifor Krynicki, de son vrai nom Epifaniusz Drowniak, né le 21 mai 1895 à Krynica-Zdrój, mort le 10 octobre 1968 à Folusz et inhumé à Krynica-Zdrój où un musée lui est consacré, est un peintre polonais considéré comme représentatif des peintres naïfs. Il était d'origine ruthène par sa mère et appartenait à l'ethnie Lemko.

## Galerie photographique

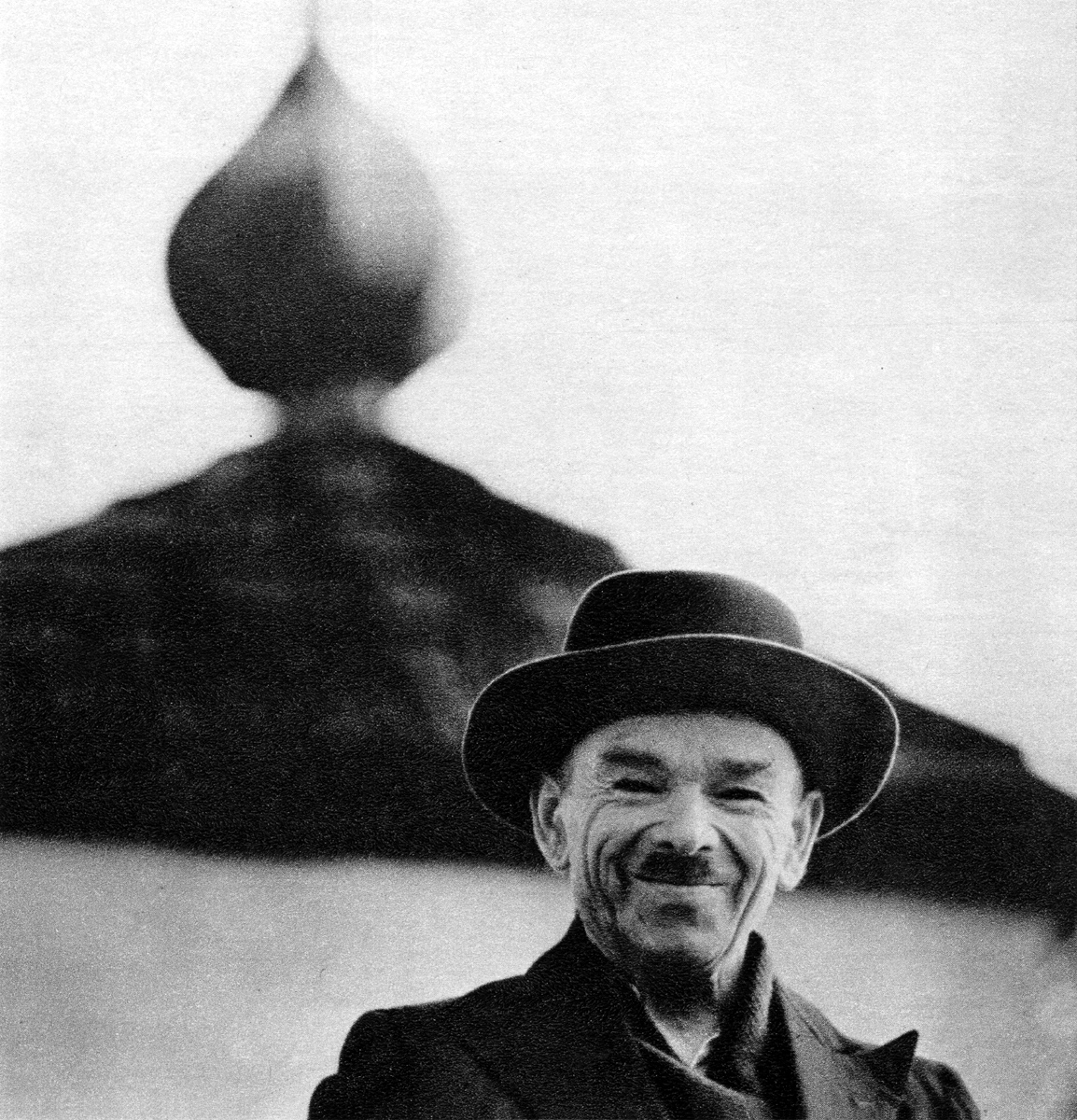
Nikifor en 1963
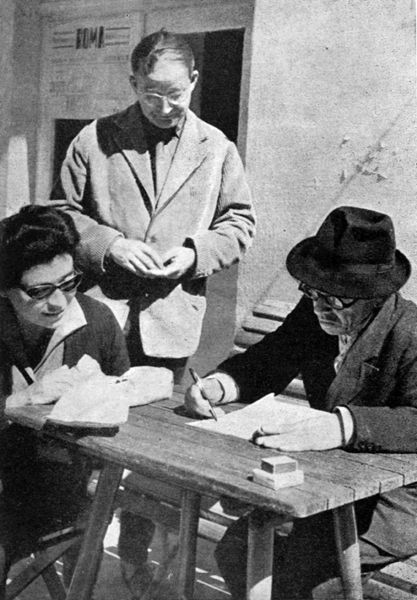
Nikifor en 1966
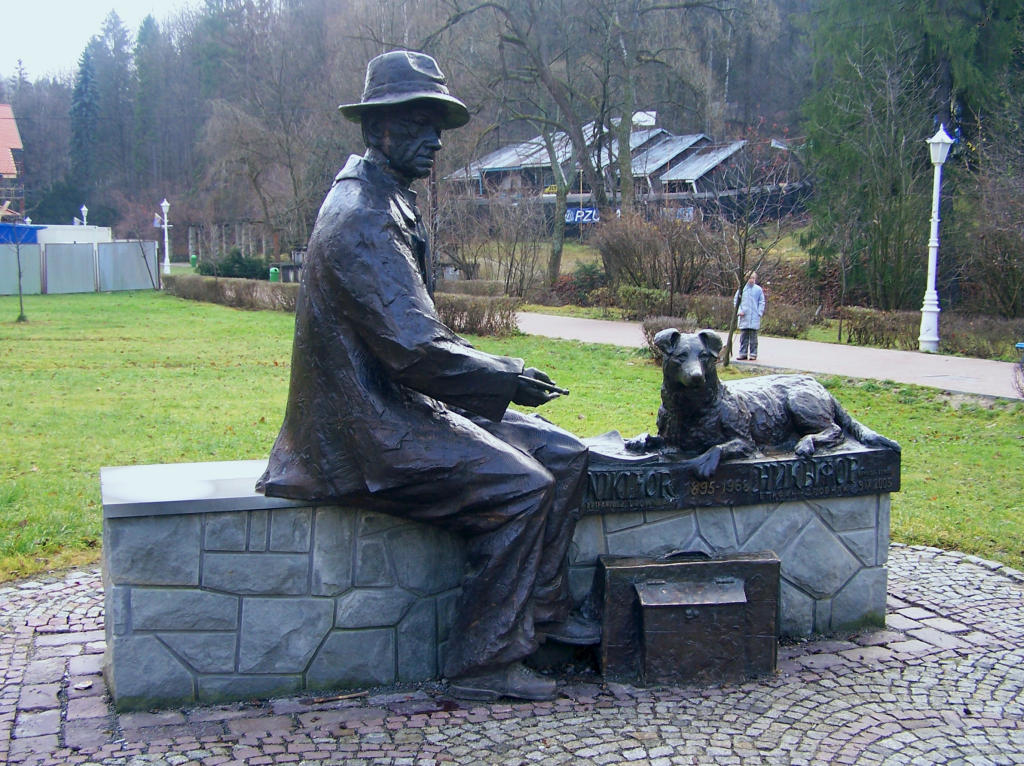
Sculpture en hommage au peintre
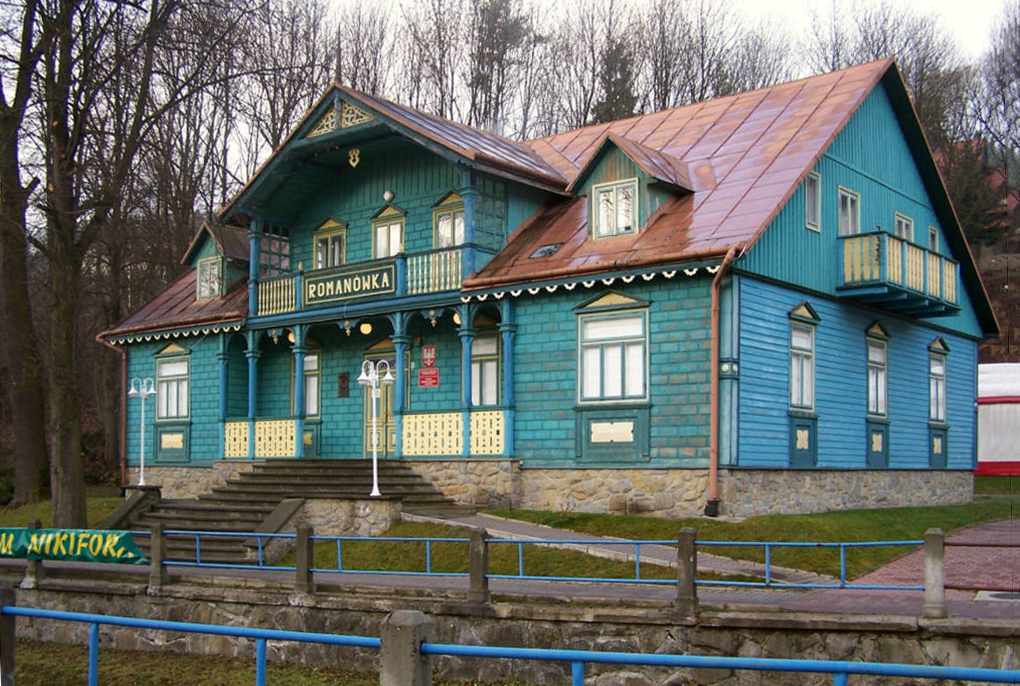
Musée Nikifor à Krynica-Zdrój